# D.O.N.S.
D.O.N.S. (bürgerlicher Name Oliver Goedicke) ist ein deutscher House-DJ und Musikproduzent.

## Karriere
Die Debütsingle von D.O.N.S (Designer on Sound), mit der er auf sich aufmerksam machte, war Drop the Gun. Sie war die erste Veröffentlichung des deutschen Labels Kontor Records und gelangte in die Top 100 der deutschen Single-Charts. Später produzierte er Hits wie Pump Up the Jam und Big Fun (Original von Inner City), und remixte John Dahlbäcks Everywhere, Blink, Greg Cerrones Invincible und Bob Sinclars What I Want. Seine Diskografie enthält bereits über 300 Veröffentlichungen. Aktuell erscheinen D.O.N.S. Produktionen auf seinem eigenen Label Kingdom Kome Cuts.
Oliver Goedicke ist gleichzeitig Geschäftsführer der Label unlimited sounds GmbH, Dos or Die, Kingdom Kome Cuts und Ovations aus Hamburg.
D.O.N.S. ist Resident-DJ bei den Radiosendern Radio FG, BBC Radio 1 und egoFM.

## Diskografie

### Singles
- 1997: Drop the Gun
- 1997: Pump Up the Jam (feat. Technotronic)
- 2006: Pump Up the Jam 2005 (feat. Technotronic)
- 2006: Big Fun (feat. Terri B.)
- 2007: Supernatural Love (feat. Gloria Gaynor)
- 2008: The Nighttrain (mit DBN und Kadoc)
- 2008: The Nighttrain (mit DBN, Terri B. und Kadoc)
- 2008: Oh La La La (feat. Terri B.)
- 2008: Oh La La La (mit John Morley)
- 2009: You Used to Hold Me (feat. Terri B.)
- 2009: Somebody Else’s Guy 2009 (feat. Jocelyn Brown)
- 2009: Earth Song (feat. Michael Jackson)
- 2009: Breathe into Me (feat. Luke Parkin und Moira)
- 2010: Naughty (mit Sabien und Alim)
- 2012: Sky Is the Limit (mit Maurizio Inzaghi und Philippe Heithier)
- 2012: Alive (mit Alim)

### Remixe (Auswahl)
- The Underdog Project – Summer Jam
- Scooter – Fire
- Dirty South – Let It Go (in Zusammenarbeit mit DBN)
- DJ DLG feat. Erick Morillo – Where Are You Now (in Zusammenarbeit mit DBN)
- Junior Caldera – The Way
- Laurent Wolf – Seventies
- Luis Lopez feat. Celia – You’ll Be Mine
- Robbie Rivera – Move Move
- Milk & Sugar – No No No (in Zusammenarbeit mit DBN)
- Bob Sinclar – What I Want (in Zusammenarbeit mit DBN)
- Roger Sanchez – Release Yoself (in Zusammenarbeit mit DBN)
- Klaas – Feel the Love (in Zusammenarbeit mit DBN)
- Syke ’n’ Sugarstarr – No Love Lost (in Zusammenarbeit mit DBN)
- John Dahlbäck – Everywhere (in Zusammenarbeit mit DBN)
- John Dahlbäck – Blink (in Zusammenarbeit mit DBN)
- Eddie Thoneick – Freak ’n You (in Zusammenarbeit mit DBN)
- Niki Belucci – Get Up (in Zusammenarbeit mit DBN)
- Dave Armstrong – Love Has Gone (in Zusammenarbeit mit DBN)
- Those Usual Suspects – Greece 2000 (in Zusammenarbeit mit DBN)
- Steve Mac – Paddy’s Revenge (in Zusammenarbeit mit DBN)
- Addk – Beat Goes Bad (in Zusammenarbeit mit DBN)